# Carbone vegetale

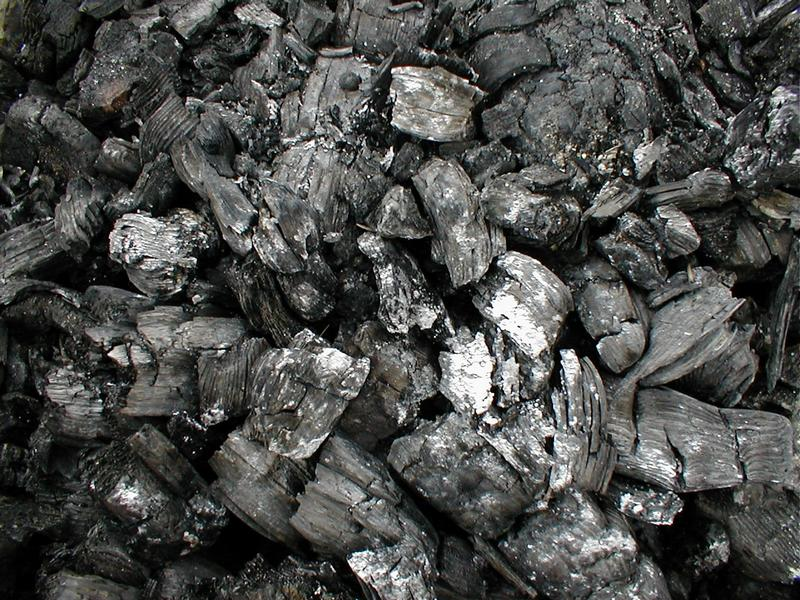
Carbone vegetale

Il carbone vegetale (o carbone di legna, carbone artificiale o anche carbonella) è un combustibile prodotto dal processo di carbonizzazione della legna, che consiste nella trasformazione di un composto organico in carbone. È un processo che avviene durante il riscaldamento ad alta temperatura della legna (combustibile) in presenza di poco ossigeno (comburente), attraverso la cosiddetta carbonaia sotto il controllo di una figura altamente specializzata che era il carbonaio. Il carbone di legna è stato utilizzato dall'uomo da tempo immemorabile, probabilmente da quando esiste il fuoco: ad esempio i tatuaggi della Mummia del Similaun erano praticati con delle piccole incisioni della pelle, poi ricoperte con carbone vegetale per ottenere l'immagine. Il prodotto rientra all'interno della cosiddetta economia forestale.

## Tecnica di produzione

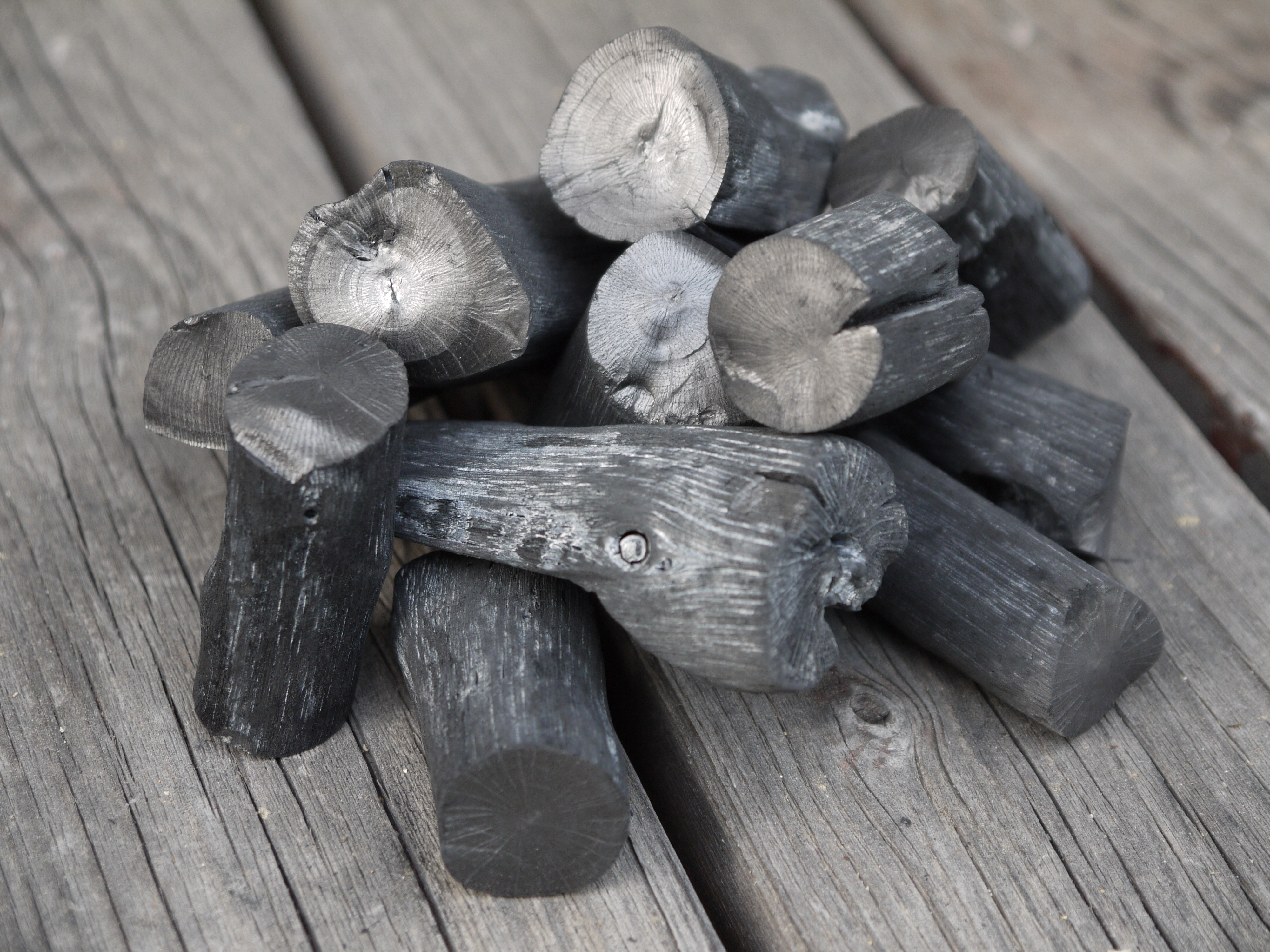
Binchōtan

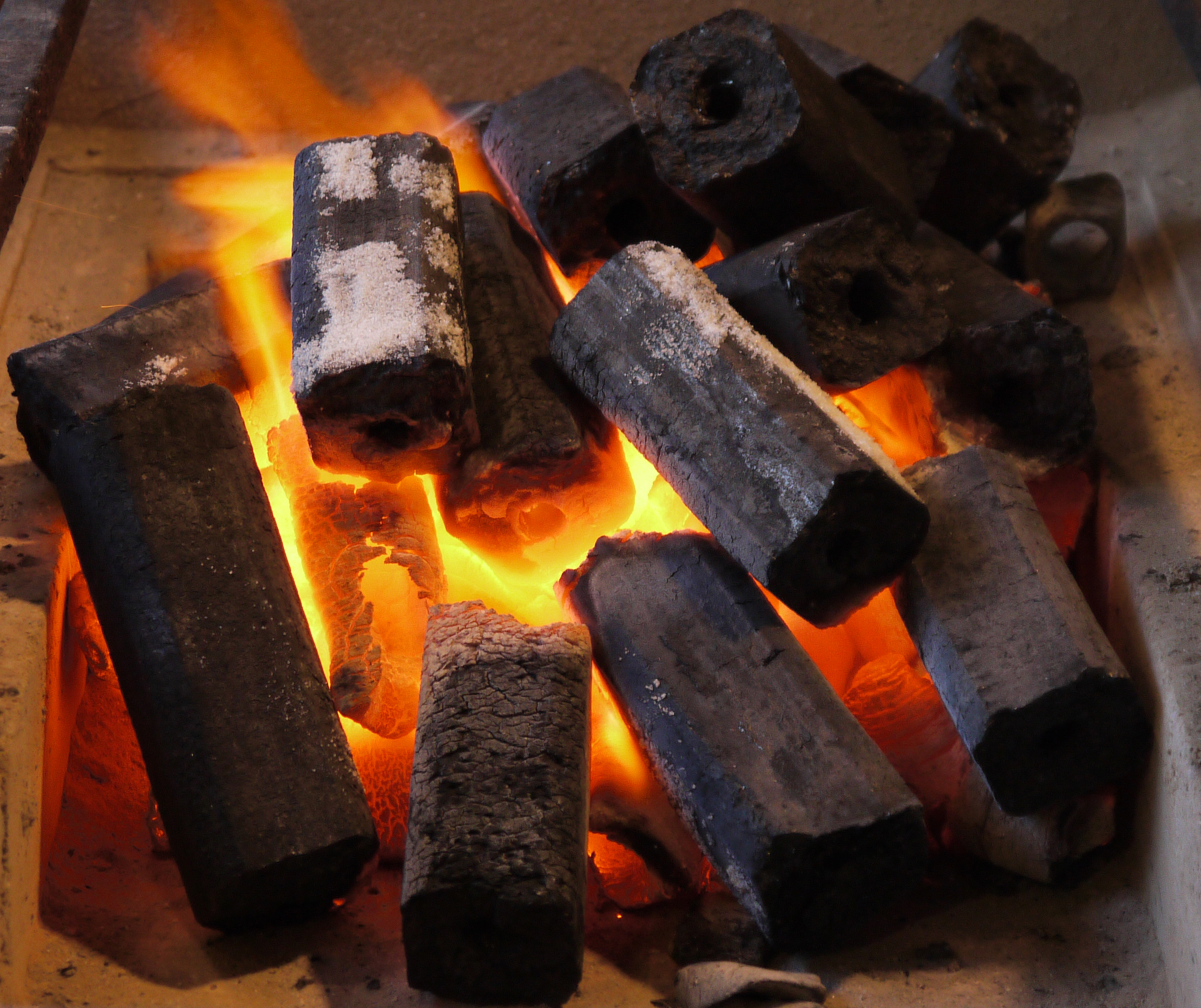
Ogatan

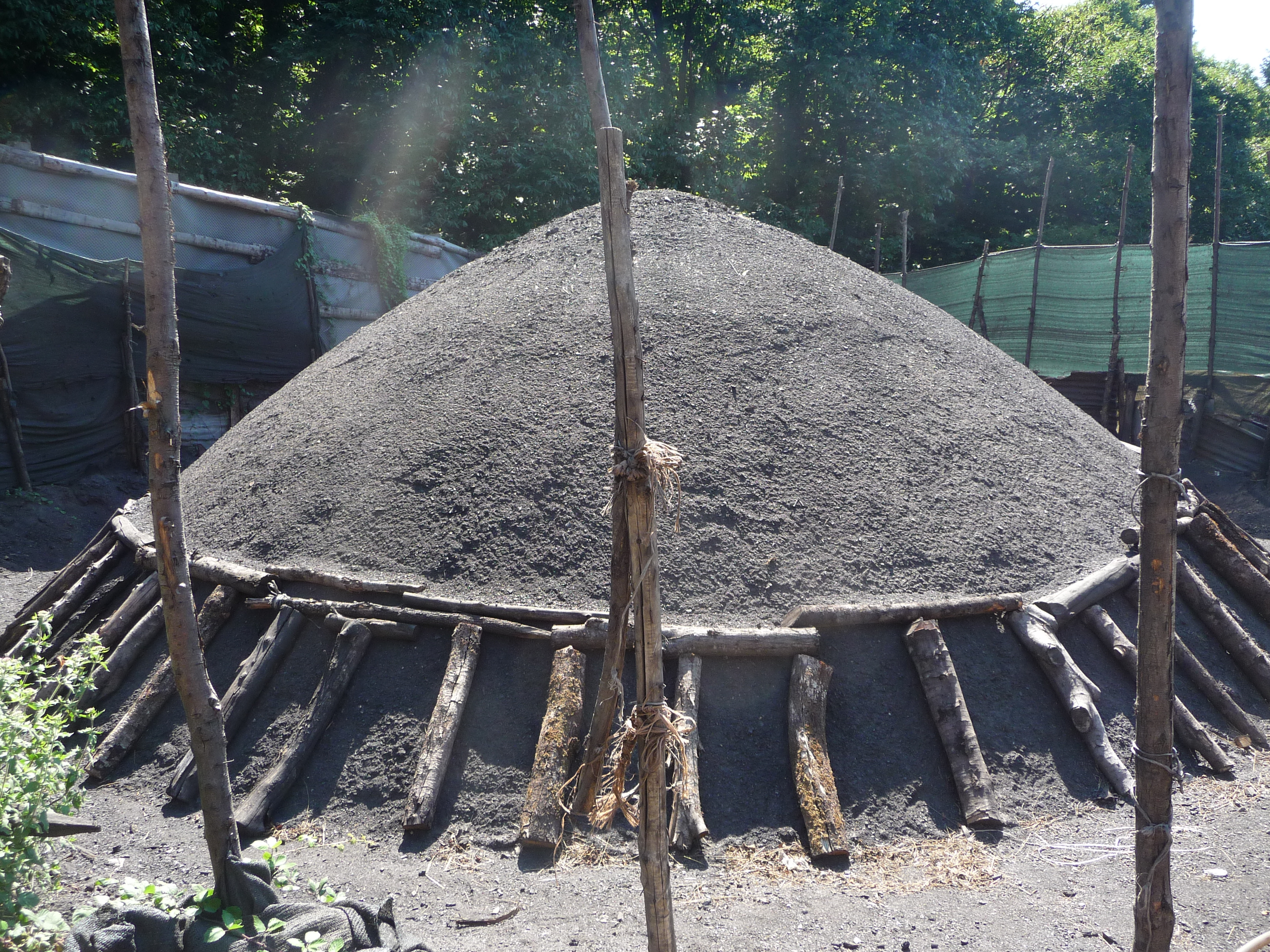
Carbone creato in modo tradizionale attraverso la creazione di uno scarazzu a Serra San Bruno (Vibo Valentia)

La produzione del carbone vegetale avviene con una tecnica che permette di togliere la quantità corretta di ossigeno al processo di combustione della legna, in modo da evitare da una parte che il fuoco si spenga e, dall'altra, che il fuoco prenda vigore e bruci la catasta di legna.
La tecnica più diffusa è quella del pojat o carbonaia: su uno spiazzo di circa 20 m2 (chiamato ial) si pone al centro un palo di circa 10 cm di diametro alto circa 3 metri; attorno si costruisce un castello (o canina) con pezzi di legna lunga circa 20 cm poggiati orizzontalmente gli uni sugli altri a quadrato e su questi si accatasta tutto attorno la legna fatta di bastoni della lunghezza di circa un metro, formando un cono a cupola alto circa due metri e del diametro di circa 6 metri; ai piedi all'esterno si costruisce una siepe di rami d'abete intrecciati alta circa 30 cm e dello spessore di circa 10–15 cm con lo scopo di consentire la circolazione dall'esterno all'interno della quantità di aria idonea ad assicurare la giusta cottura.
Si ricopre quindi il resto con fogliame tenuto fermo con dei bastoni e si aggiunge uno strato di terra per impedire il contatto diretto dell'aria con la massa legnosa. A lavoro finito si sfila il palo centrale e nel foro lasciato libero, che funge da camino, si fanno cadere delle braci accese fino a innescare la combustione, che poi va regolata chiudendo il camino con pezzetti di legna, foglie e terriccio per far uscire il fumo molto lentamente dall'intera superficie esterna del pojat. Il processo di carbonizzazione poteva durare fino a 5 o 6 giorni. Nelle carbonaie si accatastano in genere dai 30 ai 40 quintali di legna da cui si ricavano dai 6 agli 8 quintali di carbone.
La produzione del carbone vegetale è stata un'attività economica importante per parecchie realtà locali d'Italia nei secoli passati fino agli anni '50 e '60 del secolo scorso venendo ricordata nelle seguenti località: Bondone, Cadria, Brumano, Arola, Badia Prataglia, Foza, Fuipiano Valle Imagna, Morterone, Valsecca, Gerosa, Badia Calavena, Laturo, Canzo, Santa Luce, nei comuni della Montagna pistoiese, dell'Appennino modenese e cesenate, Cessapalombo, Arquata del Tronto, Tornimparte, Villa Santa Lucia degli Abruzzi, Roccacaramanico, Vallepietra, Aquilonia, sui Monti Lucretili, sui Monti Marsicani e sulla Sila, a Calimera nel Salento.
Il carbone in questo periodo è protagonista di una particolare situazione nel cuore dell'Africa. "La Pista del carbone di legna" è una realtà che logora le foreste congolesi orientali. Quest'attività viene svolta nel cuore del lussureggiante parco Virunga, dove il legno duro (prodotto con alberi secolari) viene reso combustibile mediante appositi forni di fango. Questa pratica è illegale.